# 洲本市立堺小学校
洲本市立堺小学校（すもとしりつ さかいしょうがっこう）は、兵庫県洲本市五色町上堺にある公立小学校。

## 沿革
- 2006年(平成18年)2月11日 - 洲本市との合併に伴い、洲本市立堺小学校と改称。

## 通学区域
- 五色町上堺、五色町下堺[1]

## 進路状況
ほとんどの児童は洲本市立五色中学校へ進学する。

## 通学区域が隣接している学校
- 洲本市立鳥飼小学校
- 洲本市立広石小学校
- 洲本市立加茂小学校
- 南あわじ市立倭文小学校
- 南あわじ市立松帆小学校